# デイヴィッド・フォード (サッカー選手)
デイヴィッド・フォード（David Forde, 1979年12月20日)は、アイルランド・ゴールウェイ出身の元同国代表サッカー選手。現役時代のポジションはゴールキーパー。

## 経歴

### クラブ

#### 初期
1999年10月3日、リーグ・オブ・アイルランドに所属する地元のサッカーチーム、ゴールウェイ・ユナイテッドFCでデビューを果たす。その後、ウェルシュ・プレミアリーグに所属するバリー・タウン・ユナイテッドFCへ移籍。そこで才能を開花させ、ポーツマスFCからのオファーを断って2002年2月にウェストハム・ユナイテッドFCへ7.5万ポンドで加入。元ウェストハムの選手であり、バリー・タウンの監督ケニー・ブラウンにハマーズに行くことを勧められ、トライアルを経ての入団であった。
イングランド代表の守護神にウェストハムの正GKであるデイヴィッド・ジェームスが定着した当時、クラブの将来を担っていくと期待されていたが、2002年の夏にクラブがレイモント・ファン・デル・ハウヴと契約すると、フォードのチーム内での序列が下がった。
2002-03シーズンが開幕すると、当時の監督グレン・ローダーによって、デリー・シティFCへローン移籍することが決定した。その後バーネットFCへのローン移籍を経て、2004年にゴールウェイ・ユナイテッドへ復帰することになった。
ゴールウェイ・ユナイテッドでまたも高パフォーマンスを見せると、2005年にデリー・シティから獲得のオファーが届き移籍した。
2004-05、2005-06シーズンは一貫して高パフォーマンスを見せてチームを失点から幾度となく救い、リーグ・オブ・アイルランド・プレミアディビジョンで2期連続での2位フィニッシュに貢献した。

#### カーディフ・シティ時代
2006年12月5日、デリー・シティとの契機満了に伴って、フットボールリーグ・チャンピオンシップに所属するカーディフ・シティFCへ2年半契約で移籍する。クラブ加入後、当時の正GKニール・アレクサンダーの後継者として期待された。デリー・シティから移籍し、さらに2006シーズンの彼のチームへの貢献から2006年11月13日、エイコム及び"Soccer Writers Association of Ireland"によって年間最優秀GKにノミネートされた。アレクサンダーがクラブと契約延長の交渉に入った2006-07シーズンに、いくつかの試合で高パフォーマンスを見せた。最終的にアレクサンダーはカーディフを去り、ロス・ターンブルやマイケル・オークスと背番号1を争うことになった。
2007年8月、1か月間ルートン・タウンFCにローン移籍することに合意。その後カーディフに戻ってきてからは、リーグ戦5試合、フットボールリーグカップ1試合の計6試合に出場。2007-08シーズンはターンブルやカスパー・シュマイケル、ペテル・エンケルマンと共にオークスの控えに甘んじた。1月22日にAFCボーンマスと緊急でローン契約に署名したが、デビュー戦の日に経営陣と契約交渉ができないと通達され、結局カーディフに戻ることになった。カーディフ帰還後はFAWプレミアカップのウェルシュプール・タウンFC戦に出場し1-0の勝利に貢献した。
1月31日、スコティッシュ・プレミアリーグのダンディー・ユナイテッドFCからレンタルのオファーが来たが、1人の選手が1シーズンに3つのチームに加入することが規則に抵触し、スコットランドサッカー協会によって契約は不成立となった。その後ルートンでプレーし、ダンディー・ユナイテッドが再びフォードを獲得しようとしたが、結局FIFAの許可は下りなかった。ボーンマスが契約する許可を得た後、緊急で1週間のローン契約を結んだ。3月8日のリーズ・ユナイテッドAFC戦がデビュー戦となり、3日後のオールダム・アスレティックAFC戦にも出場した。両試合ともに0-2で敗れた。3月27日にローン契約をシーズン終了まで延長することに合意した。

#### ミルウォール時代
2008年6月5日、フットボールリーグ1のミルウォールFCに2年契約で移籍。デビュー戦はシーズン開幕戦であるオールダム戦であったが3-4で黒星スタートとなった。2008年8月30日、移籍後5試合目のハダースフィールド・タウンFC戦では2-1と試合をリードしていたが、土壇場で相手にPKを献上するが、自らPKをセーブし本拠地で勝ち点3を得ることができた。更にプレーオフ準決勝では、ジャーメイン・ベックフォードのPKをセーブし、クラブを決勝へと導いた。その後ウェンブリー・スタジアムで行われた2009年と2010年のフットボールリーグ1のプレーオフに連続で出場した。
ミルウォールでのリーグ戦デビューに引き続き、2008-09シーズンで48試合全てに出場（リーグ戦46試合、プレーオフの準決勝と決勝の2試合）。2009-10シーズンも前季と変わらない充実したキャリアを送り、2010年8月14日にはミルウォールで最初の試合から2年と5日で公式戦100試合出場を達成した。
2010年11月のプレストン・ノースエンドFC戦では、試合中にユニフォームが相手選手のシュートにより破け、プレストンの赤いトレーニングジャージに着替える珍事が発生した。2013年12月のウィガン・アスレチックFC戦では、チームの守護神であることを証明して見せた。2-1でミルウォールが試合をリードした状況で、終盤にウィガンのアーリークロスをゴール前の相手選手が頭で合わせた。そのボールは弧を描きながら自身の頭上を一度は越えるもこれをブロック。これによりミルウォールは3試合ぶりの勝利を手にし、ウィガンは公式戦5連敗となった。また2014年4月、当時チームはチャンピオンシップで23位と低迷する中で迎えたワトフォードFC戦では、自身が蹴ったボールが味方のシド・ネルソンの頭に直撃し、その後両者が言い争う場面が見られた。結局この試合を0-2で落としたミルォールのチーム状況が垣間見られた瞬間であった。
2016年7月29日、シーズンローンでポーツマスFCに加入した。

### ケンブリッジ時代
2017年7月20日、ケンブリッジ・ユナイテッドFCに移籍した。
2019年8月6日、現役引退を発表した。

### 代表
ミルウォールがチャンピオンシップに復帰してから出場した20試合で1つのゴールも許さなかったことが、ジョヴァンニ・トラッパットーニに強い印象を与え、2011年3月13日にフォードは初めてアイルランド代表に招集された。アイルランド代表はマケドニア、ウルグアイと戦ったが両試合ともにベンチであった。
2011年5月24日、5-0で勝利した北アイルランド戦で後半70分から出場しA代表デビューを飾った。
2011年6月7日、国際親善試合のイタリア戦にフル出場し無失点で試合を終えた。2011年11月14日のギリシャ戦にも出場したが、この試合唯一のゴールを許してしまった。
シェイ・ギヴン、キーラン・ウェストウッドらと共にEURO2012のメンバーに選ばれた。しかしながらギヴンが全試合に出場し、フォードが出場することはなかった。同大会閉幕後にギヴンは引退を表明し、その後しばらくの間はウェストウッドが守護神となっていた。だが当時彼の所属していたクラブが、彼が代表でプレーすることを拒否し、トラパットーニは国際親善試合のポーランド戦で、フォードにチャンスを与えることを決定する。2013年2月6日に行われたその試合で無難なプレーを見せ、チームも2-0で勝利した。このプレーを受け、トラパットーニは今後フォードを正ゴールキーパーとして起用していくことを表明した。
2013年3月13日、33歳を迎えた年にアイルランド代表で最年長の選手として、ブラジル・ワールドカップ欧州予選のスウェーデン戦に出場した。この試合でクリーンシートを保ったままアウェーで貴重な勝ち点3を手にした.
翌週のオーストリア戦にも出場し、2失点を許すも随所で彼が好調であることが見受けられた。2013年6月7日、アビバ・スタジアムで行われたフェロー諸島戦でアイルランド代表として9回目の出場となった。2013年9月6日に同会場で行われたワールドカップ予選のスウェーデン戦では、怪我の疑いがもたれていたがアイルランドのスカッドに復帰した。
代表監督がマーティン・オニールに交代した後も正守護神の座を守り続け、EURO2016予選のジョージア戦に先発で出場し、試合終盤のエイダン・マクギーディのゴールにより2-1で勝利した。2014年8月14日、ドイツ戦で先発出場すると記憶に残るプレーを見せ、格上相手に1-1の引き分けに貢献。マリオ・ゲッツェの決定的なシュートをセーブし、試合を1-0に保ったまま迎えた試合終盤、ジョン・オシェイの得点でフェルティンス・アレーナで貴重な勝ち点1を獲得した。

## タイトル

### クラブ
デリー・シティ
- FAIカップ : 2006
- リーグ・オブ・アイルランドカップ : 2005, 2006

### 個人
- ミルウォール年間最優秀選手 :  2013-14